# Kathedraal van Foz do Iguaçu
De Kathedraal van St. Johannes de Doper (Portugees: Catedral de São João Batista) is een kathedraal en tevens de hoofdkerk van het Rooms-katholiek Bisdom van Foz do Iguaçu. Ze bevindt zich langs de Avenida Jorge Schimmelpfeng in Foz do Iguaçu, Paraná, Brazilië en is gewijd aan de heilige Johannes de Doper. Verder ligt het nabij het centrum van de stad en de Paranárivier; de natuurlijke grens met Paraguay. Drie kilometer ten zuiden van de kerk ligt de Ponte da Fraternidade; de brug van Brazilië naar Argentinië.

## Geschiedenis

### De stichting
Na de officiële stichting van de stad Foz do Iguaçu in 1914 werd er op 14 december 1916 door de toenmalige burgemeester Jorge Schimmelpfeng een stuk land aangewezen voor de bouw van een kerk. In opdracht van bisschop João Francisco Braga werd pater Guilherme Maria Thiletzek in 1922 verzocht de gemeente te bestuderen om te onderzoeken of er een mogelijkheid was om een parochie te stichten. Een jaar later was Thiletzek verantwoordelijk voor de bouw van de kathedraal van Foz do Iguaçu, die op 26 september 1923 officieel werd geopend. Twee priesters uit Guarapuava trokken hierna naar de stad en vestigden zich in een houten huis achter het kapel.
Op 3 mei 1925 ging de kerk echter in vlammen op. Tijdens de Paulista revolutie tussen 1924 en 1925 verloren veel bewoners hun huis en bezittingen waarbij het einde van de revolutie uitbundig werd gevierd. Buiten de festiviteiten werd er vuurwerk afgestoken waarbij een vuurpijl op het houten dak van de kerk belandde die daardoor afbrandde.

### Herbouw
Op 24 juni dat jaar werd de eerste steen van de nieuwe kathedraal gelegd. Ze werd erg traag opgebouwd en het bouwproces werd meerdere malen onderbroken door gebrek aan subsidie. De fundamenten waren zwak en slecht afgewerkt waardoor barsten en scheuren ontstonden die uiteindelijk hebben geleid tot het gedeeltelijk instorten van de klokkentoren tijdens het luiden van de klokken. In 1940 was de bouw van de kathedraal met plebanie voltooid en tussen 1950 en 1952 werd de klokkentoren gebouwd.
Het luiden van de bellen op eerste kerstdag; 25 december 1952 was de officiële opening van de kathedraal. In 1978 werd het gebouw volledig gerenoveerd.